# Pierre Émile Levasseur
Pierre Émile Levasseur, född 8 december 1828 i Paris, död 10 juli 1911, var en fransk nationalekonom, ekonomisk historiker, statistiker och geograf.
Levasseur blev 1852 lärare vid lyceet i Alençon, var senare lärare vid andra lyceer och utnämndes 1872 till ordinarie professor i historia, geografi och statistik vid Collège de France. Han blev samma år professor i statistik och handelsgeografi vid École libre des sciences politiques samt 1876 professor i nationalekonomi och industrilagstiftning vid Conservatoire des arts et métiers. Från 1903 var han "administrateur" (rektor) för Collège de France, där han föreläste ännu i maj 1911. Han invaldes 1868 i Institut de France och var ledamot av svenska Vetenskapsakademien (från 1894) samt sedan 1885 vice president i International Statistical Institute. 
Av Levasseurs litterära produktion kan nämnas Recherches historiques sur le système de Law (1854), La question de l'or (1858), Histoire des classes ouvrières en France depuis la conquête de Jules César jusqu'à la révolution (två band, 1859, andra upplagan 1901), alla dessa tre arbeten prisbelönta av Franska akademien, Précis d'histoire de France (två band, 1863-77), Histoire des classes ouvrières en France depuis 1789 jusqu'à nos jours (två band, 1867, andra upplagan 1903-04; prisbelönt av Franska akademien); Précis d'économie politique (1867; nionde upplagan 1906), Cours d'économie rurale, industrielle et commerciale (1869; femte upplagan 1886), Précis de géographie (tre band, med kartor, 1887), La population française (tre band, 1889-92), La France et ses colonies (tre band, 1890-92), L'agriculture aux États-Unis (1894), L'ouvrier américain (två band, 1898), La question des logements à bon marché (1904), Questions ouvrières et industrielles en France sous la troisième république (1907), Salariat et salariés (1909), Histoire du commerce de la France (två band, 1911). 
Levasseurs främsta verk är de historiska undersökningarna om de franska arbetarnas ställning under århundradenas lopp samt det omfångsrika historiska och statistiska arbetet om Frankrikes befolkning. Det sistnämnda, som börjar med en allmän inledning till statistiken, åt vilken honom gav rollen som "nationalekonomins lykta", gav honom särskilt hans bemärkta ställning som statistiker.
Som nationalekonom tillhörde Levasseur den liberala skolan med dennas i Frankrike särskilt framträdande optimism. Han trodde sålunda på möjligheten av harmoni mellan kapital och arbete med lönearbetssystemets bevarande samt på den fria konkurrensen. I överensstämmelse med sin historiska och objektiva metod intog han inte någon doktrinär eller apriorisk hållning och skilde sig till exempel från Paul Leroy-Beaulieu, vars teori om räntefotens fortgående sänkning han motsatte sig, genom en mer medgörlig ståndpunkt gentemot en av statens ingripande betingad socialpolitik, samfällda företagsformer o.d. Levasseur medverkade i såväl den strängt individualistiska Journal des Économistes som i den mera socialreformatoriska Revue d'économie politique och utmärkte sig för en vid tolerans gentemot skilda riktningar och rörelser.